# Ateneu Barcelonès
L'Ateneu Barcelonés è un'associazione culturale fondata a Barcellona nel 1860 con il nome di Ateneu Català, con Joan Agell come presidente e Manuel Milà come bibliotecario.
L'associazione promuove ed ospita un'ampia varietà di eventi culturali, mostre, conferenze e proiezioni cinematografiche e dal 1906 ha sede nel Palazzo Savassona, edificio dichiarato Bene di Interesse Culturale nel 1981.
L'Ateneu svolge da sempre una notevole influenza nella vita pubblica catalana e nel 2003 è stato premiato con la Creu de Sant Jordi e nel 2007 con la Medaglia d'oro al merito culturale del Comune di Barcellona. Nella sua storia l'associazione è stata presieduta da personalità illustri come Àngel Guimerà, Joan Maragall, Lluís Domènech i Montaner, Pompeu Fabra, Pere Coromines e Oriol Bohigas.